# KFUK-KFUM:s scoutförbund
KFUK-KFUM:s scoutförbund var ett av Sveriges äldsta scoutförbund och tredje största till antal medlemmar. Scoutförbundet tillhörde både KFUK-KFUM Sverige och Scouterna. Inom KFUK-KFUM-rörelsen finns en bred ungdomsverksamhet, bland annat idrott, lägergårdar och fritidsgårdsverksamhet, till exempel KFUM Söder/Fryshuset i Stockholm. Inom scoutförbundet har bedrivits flera andra organisationers scoutverksamhet bl.a. EFS Scout men samtliga har antingen överflyttats till annat förbund, avvecklats eller blivit självständiga.

## Namnet
KFUK står för Kristliga Föreningen Unga Kvinnor och KFUM står för Kristliga Föreningen Unga Män. Scouting är ungdomsverksamhet ansluten till världsscoutorganisationerna WOSM och WAGGGS, vilket i Sverige sker via Svenska Scoutrådet. Termen "scout" var ursprungligen en engelsk beteckning på militära spanare, och spårare.

## Ledarskapsutbildningarna Djurhajkerna
Djurhajkerna var förbundets koncept av ledarutbildningar, som använde scoutmetoden med betoning på friluftsbaserade upplevelser och äventyr som ett sätt att öva ledarskap och förmågan att reflektera i praktiken (se även Learning-by-doing). I Djurhajkerna betonades enkelt friluftsliv, existensfrågor, skapande samt miljö- och samhällsengagemang där en del av ursprungstankarna var hämtade från naturvägledarutbildningen vid Sjöviks folkhögskola i Dalarna.
Inom ramen för Djurhajkerna rymdes flera olika utbildningar: Warghajken från 15 år, Järvhajken 18 år, Riphajken 18 år, Bäverhajken 16 år och Björnhajken 20 år.
Djurhajkerna finns kvar och är idag en del av ledarskapskurserna inom KFUM Sverige.

## Organisation
KFUK-KFUM:s scoutförbund var anslutet till KFUK-KFUM:s Riksförbund 1966-2016 och Svenska Scoutrådet 1968-2012. Förbundet var därefter en drivande och ledande kraft i arbetet med scoutrörelsens strukturomvandling vilket medförde att samtliga scoutkårer inom förbundet direktanslöts 2012 till den nybildade riksorganisationen Scouterna.
Som en följd av KFUM-rörelsens strukturomvandling lades förbundet ned 2016 och uppgick helt i moderorganisationen KFUM Sverige.
Förbundet var genom sina moderorganisationer anslutet till de fyra största ungdomsorganisationerna i världen; WOSM, WAGGGS, YMCA, YWCA.

### Förbundsordförande
- Thomas Fridlund Gillerfors, 2003-2005
- Pernilla Bruno (f.d. Lindberg), 2005-2008
- Joakim Kemeny (f.d. Andersson), 2008-2010
- Fredrik Sahlin, 2010-2012
- Gustaf Haag, 2012-2013
- Hanna Nilsson, 2013-2016

### Förbundssekreterare/generalsekreterare
- Torbjörn Reinhed, 2002-2009
- Wilhelm Tunemyr, 2009-2010
- Louise Callenberg, 2010-2012

## Historik

### KFUK
Scoutförbundet var en sammanslutning av två självständiga scoutförbund KFUK:s scoutförbund och KFUM:s scoutförbund, vilka bedrev scouting för flickor respektive pojkar.
Scouting för flickor startade i England 1910 och 1914 började en del KFUK-föreningar i Sverige att bedriva scoutarbete. I februari hölls det första mötet i Göteborg och i maj förrättades den första invigningen. Den dräkt man använde hade man bestämt själva och den bestod av mörkblå fotsid kjol, mörkblå blus med fickor, gul halsduk och samma slags skärp som pojkscouterna hade.
Den riktiga eldsjälen i arbetet var Lydia Lidholm och hon blev också den förste scoutchefen för Sveriges KFUK:s scoutförbund när detta bildades 1921.
När förbundet bildades ändrades den gula halsduken till en blå som knöts som en slips. Vid samma tidpunkt antogs också samma valspråk, lag, klassprov och specialmärken som Sveriges Flickors Scoutförbund hade, men man hade ett eget förbundsmärke.
Tidigt insåg man betydelsen av friluftsliv och lägerliv. 1924 hölls det första förbundslägret vid Västanå slott utanför Gränna och 1925 hölls den första ledarutbildningen. Vid KFUK:s Scoutförbunds 25-årsjubileum som firades 1946 i Stockholms Konserthus insamlades en jubileumsgåva. Detta blev grundplåten till fjällgården Floåsvallen i Idre som kom att betyda mycket för KFUK:s Scoutförbunds ledarutbildning.
Scoutförbundet arbetade som ett eget självständigt förbund inom KFUK och hade egna stadgar och egen ekonomi. För att klara ekonomin började man sälja en almanacka 1944. Denna almanacka har sedan dess blivit en tradition och en viktig inkomstkälla och säljs än idag.
Sveriges KFUK:s scoutförbund var det enda flickscoutförbund som hade scoutkårer som tillhörde andra organisationer, till exempel Baptistsamfundet, Metodistkyrkan, Svenska Frälsningsarmén etc. Genom detta fick scoutförbundet en ekumenisk prägel. Många av de som slutat scouterna har sedan funnits kvar i KFUK-rörelsen.
Under hela sin historia hade scoutförbundet alla former av verksamhet, det vill säga blåvingar, scouter, seniorscouter och sjöscouter. Följande fyra kvinnor var flickscoutchefer inom Sveriges KFUK:s scoutförbund:
- Lydia Lidholm 1921 - 1929
- Elsa Cedergren 1929 - 1951
- Signe Dreijer 1951 - 1959
- Ingrid Lundbäck 1959 - 1960 och 1960 - 1963

### KFUM
Lord Robert Baden-Powell som grundade scoutrörelsen presenterade scoutverksamhet första gången inom KFUM i Birkenhead och KFUM var den första organisationen som bedrev scouting. Scoutverksamhet bedrevs snart inom en rad andra ungdomsorganisationer och det skapades också särskilda scoutorganisationer. Denna utveckling skedde även i Sverige. 1908 tog KFUM i Sverige upp scouting i sin verksamhet och året efter uppstod även renodlade scoutavdelningar som sedan kom att bilda Svenska Scoutförbundet. Det var KFUM:s resesekreterare Emil Winqvist som prövade scouting vid sin villa i Spånga - en svensk minivariant av Lord Baden-Powells försöksläger på Brownsea Island. 1910 startade en rad KFUM föreningar runt om i landet så kallade "Frivilligkårer" och den 18 december 1911 bildades formellt KFUM:s scoutförbund. I början hade verksamheten en mycket militär prägel. Aktiviteter som exercis, spaning, rapportföring, stridsövningar, orientering, semaforering, sjukvård, livräddning och tältslagning var vanliga inslag i verksamheten. 1912 ägde den första KFUM-konferensen rum i Helsingborg och i anslutning till den hölls det första förbundslägret, en inledning till en lång rad framgångsrika läger i scoutförbundets historia.
I takt med att ledarna fick mer och mer scouterfarenhet växte stadgar fram. En enhetlig grå scoutdräkt skapades och gemensamma bestämmelser för lag och löfte, prov och märken antogs. Allt detta gjorde att kårerna runt om i landet blev sammansvetsade i ett förbund - KFUM:s scoutförbund.
Sjöscouting togs upp under de första åren och Roverscouting introducerades 1930 och strax därefter kom verksamheten för pojkar 9-11 år i gång under namnet Vargungarna. Förbundet hade från första stund förstått vikten av ledarutbildning och därför bedrivit egen ledarutbildning runt om i landet. Från 1933 arrangerades Gilwellkurser efter internationellt mönster.
1935 stod KFUM-scouternas fjällgård Storvallen klar och den har under årens lopp använts flitigt och KFUM:s scoutförbund drev också på tidigt stadium en fjälledarutbildning här. Under andra världskriget gjorde KFUM-scouterna en betydelsefull insats för samhället. De hjälpte till med beredskapsarbeten, flyktinghjälp, luftskydd, blodgivning, polis- och brandkårstjänst, allt detta ofta inom Civilförsvarets ram.
Under KFUM:s scoutförbunds 50-åriga historia har det funnits fem scoutchefer. De är: 
- Emil Winqvist 1911 - 1917
- Ivar "Ivriga Wargen" Wallin 1918 - 1934
- Hugo Cedergren 1934 - 1945
- Kjell Bengtsson 1945 - 1956
- Åke Andrén 1956 - 1960

### Hopslagning
I Stockholm hölls den 20 - 21 mars 1960 två helt skilda årsmöten - KFUM:s scoutförbunds årsmöte och Sveriges KFUK:s scoutförbunds årsmöte. Dessa möten beslutade med en överväldigande majoritet att från och med 1 juli samma år bedriva gemensam verksamhet under namnet KFUK-KFUM:s scoutförbund. Scoutförbundet var en påtryckare för bildandet av ett gemensamt KFUK-KFUM och 1966 bildades KFUK-KFUM:s riksförbund.
Redan från början fungerade samarbetet över förväntan och styrelsen för det nya förbundet bestod av lika antal representanter för pojkarbetet och flickarbetet. Givetvis fortsatte traditionen med att arrangera förbundsläger, men förbundslägret 1963 (Dalalägret) hölls för pojkarna för sig och för flickorna hölls läger 1965 (Zodiaken). 1968 hade man för första gången ett gemensamt förbundsläger (Hallmare) där både pojkar och flickor var med.
Tillsammans med scoutverksamheten inom FA, Nykterhetsrörelsens Scoutförbund och SMU bedrevs en gemensam handikappverksamhet under namnet "En Av Oss" under åren 1965 - 1979. En målsättning med En Av Oss verksamheten var att få minst en handikappad med i varje scoutkår.
KFUK-KFUM:s riksförbund har betytt mycket för utvecklandet av scoutförbundets idéfrågor kring kristen tro, internationell solidaritet och jämlikhet.
Förbundet flyttade 2009 från Skeppsbron i Gamla stan till Telefonplan i Stockholm. 2010 genomfördes ytterligare en flytt till Hägersten i Stockholm. Där delar förbundskansliet kansli med Svenska scoutrådet och Svenska scoutförbundet. 
2009 bytte förbundet förbundssekreterare och befattningen fick titeln generalsekreterare. 2010 byttes förbundsordförande. Fredrik Sahlin tillträdde 2010 som ordförande.
2010 var förbundet med och skrev en motion till Svenska Scoutrådets årsmöte om en omorganisation av svenska scoutrörelsen, och bilda en ny riksorganisation. Motionen gick igenom, och 2012 var arbetet med bildandet av riksorganisationen Scouterna färdig. 
2016 togs scouting inom KFUK-KFUM:s scoutförbund över av moderorganisationen KFUM Sverige (som anslöts till scouterna) och KFUK-KFUM:s scoutförbund upplöstes formellt. Många KFUK-KFUM scoutkårer är idag medlemmar i KFUM Sverige och Scouterna. Bland annat KFUK-KFUM scoutförbundförbundes ledarutbildningar Djurhajker fortsätter att drivas i KFUM Sverige. 